# A. I. inteligencia artificial
A. I. Inteligencia Artificial (título original en inglés: A.I. Artificial Intelligence) es una película estadounidense de 2001 escrita y dirigida por Steven Spielberg. La película está basada en el relato de ciencia ficción Los superjuguetes duran todo el verano de Brian Aldiss, e incorpora elementos de la obra italiana Las aventuras de Pinocho.
El proceso de I.A. partió originalmente con el director Stanley Kubrick a principios de los 70. Kubrick contrató una serie de escritores hasta mediados de los 90 entre los que están Brian Aldiss, Bob Shaw, Ian Watson, y Sara Maitland. La película se estancó durante años en fase de desarrollo, en parte porque Kubrick consideraba que la imagen generada por computadora no estaba lo suficientemente avanzada para crear el personaje de David, que él creía que ningún actor infantil podía interpretar con suficiente credibilidad. En 1995, Kubrick le otorga I.A. a Spielberg, pero la película no encuentra momento hasta el fallecimiento de Kubrick en 1999. Spielberg mantiene el guion próximo al tratamiento cinematográfico de Watson. El filme fue recibido en general con críticas favorables y recaudó aproximadamente 235 millones de dólares. Tras los títulos de créditos finales aparece un pequeño crédito que dice "Para Stanley Kubrick."

## Argumento
A mediados del siglo XXI, el calentamiento global provocó que las capas de hielo de los polos se derritieran, inundaran las costas y anegaran ciudades como Ámsterdam; Venecia y Nueva York, y se redujeran drásticamente los recursos del mundo. Hay una nueva clase de robots llamados Mecas, humanoides avanzados capaces de imitar pensamientos y emociones. Los humanos necesitan, a causa de la falta de recursos, permisos de natalidad, que eran muy difíciles de adquirir. 
Por esto crean a David, un modelo prototipo creado por Cybertronics de Nueva Jersey, diseñado para parecerse a un niño y mostrar amor para sus poseedores humanos. Un hijo robot. Ellos analizan su creación con uno de sus empleados, Henry Swinton, y su esposa Mónica. El hijo de los Swinton, Martín, fue puesto en animación suspendida hasta que se pudiera encontrar una cura para su rara enfermedad. Aunque al inicio, Mónica se asusta de David, finalmente siente cariño por él después de activar su protocolo de impronta, que irreversiblemente causa que David la ame, de la misma forma en que cualquier niño amaría a una madre. También se hace amigo de Teddy, un osito de peluche robótico, quien vela por el bienestar de David.
Un día se encuentra una cura para Martín y es llevado de vuelta a casa; aparece una rivalidad de hermanos entre Martín y David. El primer signo de la misma se da durante un almuerzo de la familia, en el que mientras los Swinton conversan animadamente entre ellos sin prestar mayor atención a sus hijos, Martín incita a David a competir con él tratando de comer igual que lo hace Martín; David accede y lo hace pese a saber que, al ser un Meca, ingerir alimentos podría provocarle daño, causando que David se descomponga sufriendo serios daños internos. Luego, una noche, Martín convence a David de ir donde Mónica en medio de la noche, y cortar un rizo de su cabello, pero los padres se despiertan y se muestran muy enfadados. 
En una fiesta en la piscina, uno de los amigos de Martín activa el programa de autoprotección de David al amenazarlo con un cuchillo. David se aferra a Martín y ambos caen a la piscina, donde el pesado David cae hasta al fondo mientras aún se agarra a Martín. Martín es rescatado, pero Henry queda impactado por las acciones de David, concluyendo que la capacidad de amar de David también le puede entregar la habilidad para odiar. Por ello Henry persuade a Mónica de regresar a David a Cybertronics, donde David será destruido. Sin embargo, Mónica no es capaz de hacerlo y en su lugar, abandona a David en el bosque (junto a Teddy) para esconderlo como un Meca no registrado. David es capturado por la Feria de Carne anti-Mecha, un evento donde los Mecas obsoletos son destruidos en frente de una ferviente ovación. David es casi asesinado, pero la multitud es sorprendida por la naturaleza realista (David, diferente a otros Mecas, suplica por su vida) y escapa, junto al Gigolo Joe (Jude Law), un Meca Gigolo en fuga luego de estar "involucrado" en un asesinato.
Los dos salen en búsqueda del Hada Azul, quien David recuerda de la historia Pinocho. Está convencido de que el Hada Azul lo transformaría en un niño, permitiendo que Mónica lo ame y lo lleve a casa. Joe y David viajan a Rogue City. La información de un motor holográfico de preguntas llamado "Dr. Know" finalmente lo lleva a la cima del Centro Rockefeller en un Manhattan parcialmente cubierto de agua. Vuelan a Nueva York en un vehículo sumergible llamado anfibiocóptero que le robaron a la policía, en el momento que Joe fue arrestado, pero logra liberarse por la multitud, y acompaña a David. David conoce su creador humano, el Profesor Hobby, quien emocionado le cuenta a David que su búsqueda fue un examen, que demuestra la realidad de su amor y deseo. También queda claro que se están fabricando muchas copias de David, junto con versiones femeninas (Darlene). Triste, David se da cuenta de que no es único. 
Desesperanzado, intenta suicidarse cayendo del alféizar al océano, pero Joe lo rescata con el anfibiocóptero. David cuenta que vio al Hada Azul bajo el océano, y desea llegar a ella. En el momento, Joe es capturado por las autoridades con el uso de un electromagneto. David y Teddy toman el anfibiocóptero para ir donde el hada, que es una estatua de una atracción sumergida en Coney Island. Teddy y David se encuentran atrapados cuando la Rueda de la Maravilla cae en el vehículo. Creyendo que el Hada Azul es real, David pide que lo convierta en un niño de verdad, repitiendo su deseo sempiternamente, hasta que el océano se congela en otra era del hielo y la fuente interna de poder se acaba.
Dos mil años después la humanidad está extinta y Manhattan está enterrada bajo muchas capas de hielo glacial. Una nueva generación de Mecas más evolucionados y de aspecto alienígena humanoide, son los únicos habitantes de un planeta congelado y muerto, se convierten en arqueólogos, finalmente encuentran a David y Teddy, atrapados bajo el hielo y los identifican como robots que conocieron a los humanos, lo que les convierte en únicos y especiales. 
David es revivido y camina hacia la congelada estatua del Hada Azul, que se quiebra y colapsa cuando lo toca. Teniendo recuerdos, los Mechas penetran su memoria y la usan para reconstruir la casa de los Swinton y le explican a David por medio de una imagen interactiva del Hada Azul que no es posible hacerlo humano. Sin embargo, por insistencia de David, ellos recrean a su madre Mónica del ADN tomado del rizo de cabello que su amigo, el oso Teddy guardó en su bolsillo de tela. Desafortunadamente, el clon solo puede vivir por un día y el proceso no puede repetirse. 
David pasa el día más feliz de su vida con Mónica y Teddy, y Mónica le dice a David, que lo ama y siempre lo ha amado, al final del día, cuando ella se siente somnolienta en el momento final de su vida. David se acuesta a su lado, cierra los ojos y va a «ese lugar donde nacen los sueños». Teddy entra en la escena, sube a la cama, mira a David y Mónica descansar plácidamente juntos.

## Reparto
| Actor             | Personaje            | Descripción | Notas              |
| ----------------- | -------------------- | --- | ------------------ |
| Haley Joel Osment | David                | Innovador robot Meca creado por Cybertronics y programado con la habilidad de amar. Es adoptado por Henry y su esposa Monica Swinton, pero sin darse cuenta desata una rivalidad entre hermanos cuando Martin, hijo biológico de la pareja despierta de su animación suspendida. Osment fue la primera y única elección de Spielberg's para el personaje. Osment evitó parpadear para interpretar bien a su personaje, y se "programó" a sí mismo con buena postura para dar más realismo. |                    |
| Frances O'Connor  | Monica Swinton       | Madre adoptiva de David a quien lee "Las aventuras de Pinocho". En principio se siente incómoda teniendo a David en su casa pero finalmente termina amándolo como su propio hijo. |                    |
| Sam Robards       | Henry Swinton        | Empleado de Cybertronics, esposo de Monica y padre adoptivo de David. Henry finalmente ve a David como un peligro hacia su familia. |                    |
| Jake Thomas       | Martin Swinton       | Hijo biológico y unigénito de Henry y Monica, estuvo en animación suspendida debido a un accidente, y hermano adoptivo de David. Cuando Martin regresa, convence a David de cortar parte del cabello de Mónica además provocarlo y desatando una rivalidad con él. |                    |
| Jude Law          | Gigoló Joe           | Meca cuya labor es satisfacer a mujeres, programado con habilidad de emular amor, similar a David, pero de manera diferente. Para prepararse para el rol, Law estudió la forma de actuar de Fred Astaire y Gene Kelly. |                    |
| William Hurt      | Prof. Allen Hobby    | Doctor en robótica, creador de David. Vive en Nueva York, afectada por la inundación gracias al calentamiento global aunque con el edificio de Cybertronics aún en funcionamiento. David es modelado a imagen del hijo de Hobby, también llamado David, quien murió a temprana edad. |                    |
| Sabrina Grdevich  | Sheila               | Meca con la que el Profesor Hobby trabaja en su empresa. |                    |
| Ashley Scott      | Gigoló Jane          | Meca programada para satisfacer a hombres. |                    |
| Paula Malcomson   | Patricia             | Mujer que contrata los servicios de Gigoló Joe. |                    |
| Brendan Gleeson   | Lord Johnson-Johnson | Propietario y maestro de ceremonias de la Feria de la Carne, espectáculo donde se destruyen mecas para diversión humana, aunque él justifica que lo hace para proteger a los humanos. Se dedica a capturar mecas para su espectáculo por medio de sus "Lobos", motoristas cazadores de mecas. |                    |
| Michael Berresse  | Director de Escena   | Hombre encargado de dirigir la puesta a punto del espectáculo de la Feria de la Carne, y padre de Amanda. |                    |
| Hunter King       | Amanda               | Niña presente en la Feria de la Carne que confunde a David con un niño de verdad. |                    |
| Clara Bellar      | Meca Niñera          | Amable meca programada para cuidar niños, que intenta cuidar de David cuando fueron apresados por los Lobos. |                    |
| Kathryn Morris    | Joven Honey          | | Escenas eliminadas |
| Jack Angel        | Teddy                | Meca osito de peluche, compañero de David. Perteneció originalmente a Martin Swinton. | Voz                |
| Robin Williams    | Dr. Know             | Motor de respuestas holográfico con forma de Albert Einstein. | Voz                |
| Ben Kingsley      | Meca Especialista    | meca ultra-avanzado con forma extraterrestre que intenta encontrar vestigios humanos por el mundo. También es el narrador de la película. | Voz. No acreditado |
| Meryl Streep      | Hada Azul            | Meca ultra-avanzada que toma esta forma para comunicarse con David por orden del Meca Especialista. | Voz                |
| Chris Rock        | Meca Comediante      | Destruido en la Feria de Carne. | Voz                |

## Producción

### Desarrollo
La película fue concebida por Stanley Kubrick en 1977 (tras el éxito de El resplandor) tras comprar los derechos del relato Los superjuguetes duran todo el verano contratando también a Brian Aldiss para adaptarla como película, quien trabajó largo tiempo con un grupo de escritores. Tras esperar el avance tecnológico para crear una película, Kubrick pidió a Spielberg que dirigiese la película en lo que Kubrick se dedicaría a producirla. Warner Bros. financiaría la producción obteniendo los derechos de distribución La película estuvo por fase de desarrollo, y Aldiss fue despedido por Kubrick debido a diferencias creativas en 1989. Bob Shaw fue efímeramente escritor, dejando su trabajo después de 6 semanas tras los arduos horarios exigidos por Kubrick, entonces Ian Watson fue contratado como nuevo escritor en marzo de 1990. Aldiss después recuerda, "No solo el bastardo me despide, sino que contrata a mi enemigo (Watson) en mi lugar." Kubrick tomó junto a Watson Las aventuras de Pinocho como inspiración, llamando a A.I. "una picaresca versión futurística de Pinocho".
Tres semanas después Watson dio a Kubrick su primer tratamiento de la historia, y concluyó su trabajo con A.I. en mayo de 1991 con otro tratamiento, de 90 páginas. Gigolo Joe fue originalmente concebido como un GI Meca, pero Watson sugirió cambiarlo a un prostituto. Kubrick bromeó, "yo creo que perdimos el mercado caricaturesco." Al mismo tiempo, Kubrick desechó A.I. para trabajar en la adaptación fílmica de Wartime Lies  (lo que hubiera sido la película The aryan papers), sintiendo que la tecnología no había avanzado para crear el personaje de David. Posteriormente, tras el estreno de Parque Jurásico de Spielberg (con el innovador uso de CGI), se anunció en noviembre de 1993 que la producción comenzaría en 1994. Dennis Muren y Ned Gorman, quienes trabajaron en Parque Jurásico, se convertirían en supervisores de efectos especiales, pero Kubrick se sintió incómodo con la previsualización, y con el encarecimiento al contratar a Industrial Light & Magic.

«Stanley (Kubrick) mostró a Steven (Spielberg) 650 dibujos que tenía, y el guion y la historia, todo. Stanley dijo, "Mira, por qué no la diriges y yo la produzco." Steven estaba anonadado.»
Productor Jan Harlan, sobre la primera reunión de Spielberg con Kubrick acerca de A.I.}.

### Preproducción
A inicios de 1994, la película entró en preproducción con Christopher "Fangorn" Baker como artista conceptual, y Sara Maitland asitiendo en la trama, quien le dio "un cuento de hadas de foco feminista". Maitland dijo que Kubrick nunca se refirió a la película como A.I., pero si como Pinocchio. Chris Cunningham se convirtió en supervisor de efectos especiales. Gran parte de su trabajo en A.I. puede ser visto en la edición en DVD, El trabajo del Director Chris Cunningham. Además de considerar animación por computadora, Kubrick tuvo a Joseph Mazzello en una prueba de cámara para el papel principal. Cunningham ayudó a hacerla parecer como "pequeños robots tipo humanos" para el personaje de David. "Tratamos de construir un pequeño niño con una cara de goma movible a ver si podemos hacerla mas inapelable," productor Jan Harlan refleccionó. "Pero fue un total fracaso, se vio terrible." Hans Moravec fue contratado como técnico consultor.
Mientras tanto, Kubrick y Harlan pensaron que A.I. debía ser cercana a la sensibilidad de Spielberg como director. Kubrick delegó su posición a Spielberg en 1995, pero Spielberg decidió dirigir otros proyectos, y convenció a Kubrick de permanecer como director. La película fue puesta en suspenso ya que Kubrick estuvo durante sus últimos años de vida envuelto en el proyecto de su última película Eyes Wide Shut (1999), pero debido al fallecimiento de Kubrick en 1999, no llegó a dirigirla. Harlan y su hermana la viuda Christiane Kubrick se acercaron a Spielberg para que tomara el lugar de Kubrick como director. Durante noviembre de 1999, Spielberg escribió el libreto basándose en la historia escrita de 99 páginas por Watson. Aquel fue su único crédito como escritor después de Close Encounters of the Third Kind (1977). Spielberg permaneció fiel al tratamiento de la historia dado por Watson, pero eliminó varias escenas de sexo de Gigolo Joe. Preproducción fue brevemente interrumpida durante febrero de 2000, porque Spielberg ya que fue ponderado para dirigir otros proyectos; como Harry Potter y la piedra filosofal, Minority Report y Memorias de una Geisha. Al mes siguiente Spielberg anunció que A.I. sería su próximo proyecto, con Minority Report como el siguiente. Cuando se decidió rodar rápidamente A.I., Spielberg contrató a Chris Baker como artista conceptual.
En los créditos Kubrick figura como uno de los productores, y la película fue dedicada a él.

### Rodaje
La fecha original del inicio del rodaje fue el 10 de julio del 2000, pero la filmación se postergó hasta agosto. Además de un par de semanas grabando con localización en el Parque regional Oxbow en Oregón, A.I. fue rodada enteramente usando estudios de sonido de Warner Bros. Studios and the Spruce Goose Dome en Long Beach, California.
La casa de la familia Swinton fue construida en el Estudio 16, Mientras que el Escenario 20 fue usado para recrear Rouge City y otros sets. Spielberg copió de Kubrick su obsesivo secreto acercamiento a la filmación al rechazar dar el script completo al elenco y al personal de producción, y prohibiendo la presencia de la prensa en las grabaciones, y haciendo que los actores firmasen secretas cláusulas de confidencialidad. La experta social en robótica Cynthia Breazeal sirvió como consultora técnica durante el rodaje. Haley Joel Osment y Jude Law se aplicaban diariamente maquillaje prostético en un intento de verse brillantes y robóticos. El diseñador de vestuario Bob Ringwood (Batman, Troya) estudió a los peatones de Las Vegas Strip para su influencia de los extras de Rouge City. Spielberg descubrió que la posproducción A.I. estaba difícil porque se preparaba para rodar Minority Report.
Es la última gran producción de cine donde aún se pueden ver las Torres Gemelas del World Trade Center en Nueva York, incluso en un contexto de dos mil años en el futuro. Esto se debe a que su estreno en Estados Unidos fue el día 26 de junio, dos meses y medio antes de la destrucción de los edificios causada por los atentados del 11 de septiembre de 2001.

## Banda sonora
La banda sonora de la película fue realizada por Warner Sunset Records in 2001. La música de fondo fue compuesta por John Williams y presentando cantantes como Lara Fabian en dos canciones y Josh Groban en una. La música de la película también tuvo una versión limitada como "Para tu consideración para promoción de la academia", así como una completa música prestada por La-La Land Records en 2015. La banda Ministry aparece en la película tocando el tema "What About Us?" (aunque esta no aparece como parte de la banda sonora oficial).

## Estreno

### Mercadeo
Warner Bros. usó un juego de realidad alternativo titulado The Beast para promocionar la película. Más de cuarenta sitios web fueron creados por Atomic Pictures en la ciudad de Nueva York (se mantuvo en línea en Cloudmakers.org), incluyendo el sitio web de Cybertronics Corp. Habría una serie de videojuegos para la consola de videojuegos Xbox que siguieron la historia de The Beast, Pero fueron subdesarrollados. Para evitar que las audiencias se confundan con A.I. con una película familiar, no se crearon figuras de acción, aunque Hasbro lanzó un Teddy que hablaba después del lanzamiento de la película en junio de 2001.
En noviembre de 2000, durante la producción, se colocó una webcam de vídeo (llamada "Bagel Cam") en el camión de servicios de artesanía en el conjunto de la película en el Queen Mary Dome en Long Beach, California. Steven Spielberg, la productora Kathleen Kennedy y varios otros miembros de la producción visitaron la cámara e interactuaron con los aficionados en el transcurso de tres días.
A.I. tuvo su premier en el Festival de cine de Venecia en 2001.

### Estreno
La película se estrenó en 3.242 cines en los Estados Unidos el 29 de junio de 2001, ganando $ 29.352.630 durante su fin de semana de apertura. A.I tuvo una ganancia bruta de un total de $ 78,62 millones en los EE. UU., así como $ 157,31 millones en países extranjeros, llegando a un total mundial de $ 235,93 millones.

### Crítica
Basado en 190 revisiones recogidas por Rotten Tomatoes, el 73% de los críticos dieron a la película críticas positivas con un puntaje de 6,6 sobre 10. El sitio web describió el consenso crítico percibiendo la película como "una curiosa, no siempre perfecta, amalgama de la fría desolación de Kubrick y el cálido optimismo de Spielberg. (La película) es, en una palabra, fascinante". En comparación, Metacritic recogió una puntuación media de 65, sobre la base de 32 revisiones, que se considera favorable.
El productor Jan Harlan declaró que Kubrick "habría aplaudido" la película final, mientras que la viuda de Kubrick, Christiane también disfrutó de A.I. Brian Aldiss admiraba también la película: "Pensé que era una película inventiva, intrigante, ingeniosa, envolvente, con defectos y supongo que podría tener una sospecha personal, pero hace tanto tiempo que no la escribí". Del final de la película, se preguntó cómo podría haber sido si Kubrick hubiera dirigido la película: "Esa es una de las 'si' de la historia del cine - al menos el final indica que Spielberg agrega algo de azúcar al vino de Kubrick. La terminación real es demasiado simpática Y por otra parte abiertamente engendrado por un dispositivo de la trama que realmente no dan crédito, pero es una película brillante y por supuesto es un fenómeno porque contiene las energías y el talento de dos cineastas brillantes." Richard Corliss elogió fuertemente la dirección de Spielberg, así como el elenco y efectos visuales. Roger Ebert concedió a la película un total de cuatro estrellas, diciendo que era "audaz, técnicamente magistral, desafiante, a veces se mueven [y] incesantemente watchable. Leonard Maltin, por otro lado, le da a la película dos estrellas de cuatro en su película, escribiendo: "[La] intrigante historia nos atrae, Gracias en parte a la excepcional actuación de Osment, pero toma varios giros equivocados, en última instancia, simplemente no funciona; Spielberg reescribió la adaptación Stanley Kubrick comisionado de la historia de Brian Aldiss Super Toys Last All Summer Long, el resultado es "Un híbrido curioso e incómodo de las sensibilidades de Kubrick y Spielberg". Sin embargo, él llama la cuenta de música de John Williams "que golpea". Jonathan Rosenbaum comparó A.I. a Solaris (1972) y elogió a Kubrick por proponer que Spielberg dirigiera el proyecto y Spielberg por hacer todo lo posible para respetar las intenciones de Kubrick mientras que lo hace un trabajo profundamente personal." El crítico de cine Armond White, de la New York Press, elogió la película señalando que "cada parte del viaje de David a través de los universos carnales y sexuales en la devastación escatológica final se vuelve tan profundamente filosófica y contemplativa como cualquier cosa por los artistas más especulativos y especulativos del cine: Borzage, Ozu, Demy, Tarkovsky". El cineasta Billy Wilder aclamó a la IA Como "la película más subestimada de los últimos años". Cuando el cineasta británico Ken Russell vio la película, lloró durante la terminación.
Mick LaSalle dio una revisión en gran parte negativa. "A.I. exhibe todos los rasgos negativos de sus creadores y nada de lo bueno, por lo que terminamos con la infinidad de Kubrick sin movimiento, sin movimiento, de cámara lenta, combinada con la mente borrosa y peluda de Spielberg". LaSalle también consideró que los robots al final de la película eran extraterrestres y comparó a Gigolo Joe con el "inútil" Jar Jar Binks, pero elogió a Robin Williams por su interpretación de un futurista Albert Einstein. Peter Travers dio una revisión mixta, concluyendo que "Spielberg no puede estar a la altura del lado oscuro de Kubrick del futuro". Pero él todavía puso la película en su lista de la tapa diez ese año para las mejores películas. David Denby en The New Yorker criticó A.I. Por no adherirse estrechamente a su concepto del personaje de Pinocho. Spielberg respondió a algunas de las críticas de la película, afirmando que muchos de los elementos "llamados sentimentales" de A.I., incluido el final, eran de hecho de Kubrick y los elementos más oscuros eran suyos. Sin embargo, Sara Maitland, que trabajó en El proyecto con Kubrick en la década de 1990, afirmó que una de las razones por Kubrick nunca comenzó la producción de A.I. fue porque le costó trabajo terminar el trabajo. James Berardinelli encontró que la película "consistentemente involucraba, con momentos cerca de brillantez, pero lejos de una obra maestra. En realidad, como la tan esperada" colaboración "de Kubrick y Spielberg, es una decepción". "No hay duda de que los últimos 30 minutos son todos Spielberg, la cuestión pendiente es donde la visión de Kubrick se fue y Spielberg comenzó."
El guionista Ian Watson ha especulado: "En todo el mundo, AI fue muy exitosa (y la cuarta ganadora más alta del año), pero no lo hizo muy bien en Estados Unidos, porque la película, me dijeron, era demasiado poética e intelectual En general para los gustos americanos Además, algunos críticos en Estados Unidos entendieron mal la película, pensando por ejemplo que los seres de estilo Giacometti en los últimos 20 minutos eran alienígenas (mientras que eran robots del futuro que se habían desarrollado de los robots vistos antes en la película) y también pensando que los últimos 20 minutos fueron una adición sentimental de Spielberg, mientras que esas escenas eran exactamente lo que escribí para Stanley y exactamente lo que él quería, filmado fielmente por Spielberg".
En 2002, Spielberg dijo al crítico de cine Joe Leydon que "la gente pretende creer que conocen a Stanley Kubrick, y piensan que me conocen, cuando la mayoría de ellos no nos conocen". "Y lo que es realmente gracioso es que todas las partes de A.I., que la gente asume eran de Stanley eran mías y todas las partes de la I.A. que la gente me acusa de edulcorantes y suavizantes y sentimentalismo eran todas de Stanley. Teddy, el osito de peluche era de Stanley. Los últimos 20 minutos de la película fueron completamente de Stanley, los primeros 35, 40 minutos de la película - todas las cosas de la casa - era palabra por palabra, del guion de Stanley. "El ochenta por ciento de los críticos lo mezclaron todo, pero pude ver porque, obviamente, he hecho muchas películas donde la gente ha llorado y ha sido sentimental y he sido acusado de sentimentalismo, pero en realidad fue Stanley quien hizo las partes más dulces de A.I., no yo, soy el tipo que hizo el centro oscuro de la película, con la Flesh Fair y todo lo demás, por eso quería que yo hiciera la película. En primer lugar, dijo: "Esto está mucho más cerca de tu sensibilidad que la mía.
Tras revisar la película muchos años después de su estreno, Mark Kermode, crítico de la BBC, se disculpó con Spielberg en una entrevista en enero de 2013 por "equivocarse" en la película cuando la vio por primera vez en 2001. Ahora cree que la película será "Obra maestra perdurable".

## Premios

### Premios Óscar
| Año  | Categoría                            | Receptor                                   | Resultado |
| ---- | ------------------------------------ | ------------------------------------------ | --------- |
| 2001 | Oscar a la mejor banda sonora        | John Williams                              | Nominado  |
| 2001 | Oscar a los mejores efectos visuales | Dennis Muren Scott Farrar Michael Lantieri | Nominado  |

### Premios Globo de Oro
| Año  | Categoría                              | Receptor         | Resultado |
| ---- | -------------------------------------- | ---------------- | --------- |
| 2002 | Globo de Oro al mejor director         | Steven Spielberg | Nominado  |
| 2002 | Globo de Oro al mejor actor de reparto | Jude Law         | Nominado  |
| 2002 | Globo de Oro a la mejor banda sonora   | John Williams    | Nominado  |

### Premios BAFTA
| Año  | Categoría                            | Receptor                                   | Resultado |
| ---- | ------------------------------------ | ------------------------------------------ | --------- |
| 2001 | BAFTA a los mejores efectos visuales | Dennis Muren Scott Farrar Michael Lantieri | Nominado  |